# Jiří Georg Dokoupil
Jiří « Georg » Dokoupil, né le 3 juin 1954 à Krnov (Tchécoslovaquie), est un artiste peintre, dessinateur et graphiste germano-tchèque.
Il est membre fondateur des groupes d'artistes allemands Mülheimer Freiheit et Junge Wilde, nés à la fin des années 1970 et au début des années 1980.